# Charlotte Salomon
Charlotte Salomon (Berlino, 16 aprile 1917 – Auschwitz, 10 ottobre 1943) è stata una pittrice tedesca di origini ebraiche, vittima dell'Olocausto.

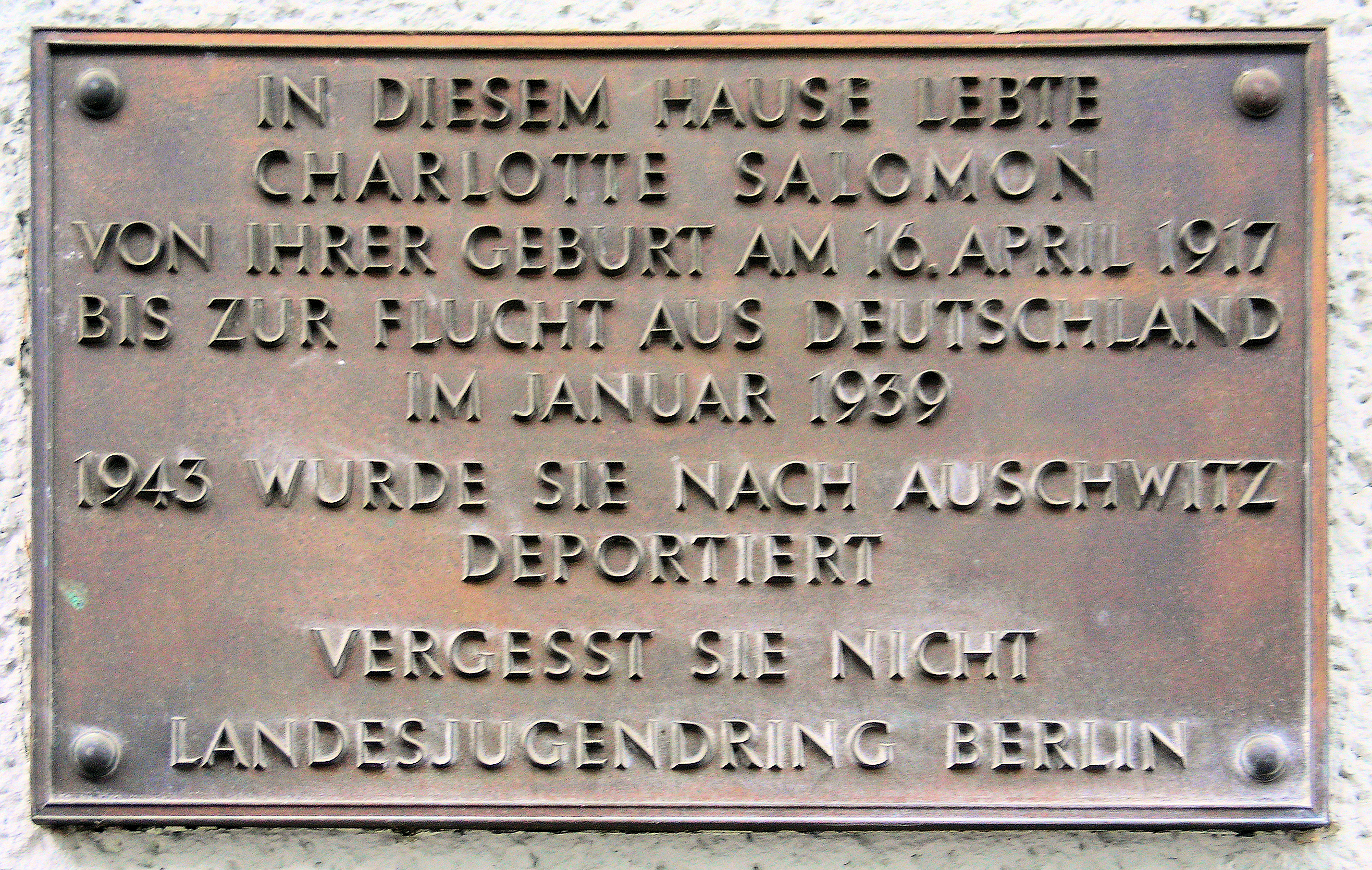
Targa commemorativa sulla casa natale in Wielandstr 15 Berlino

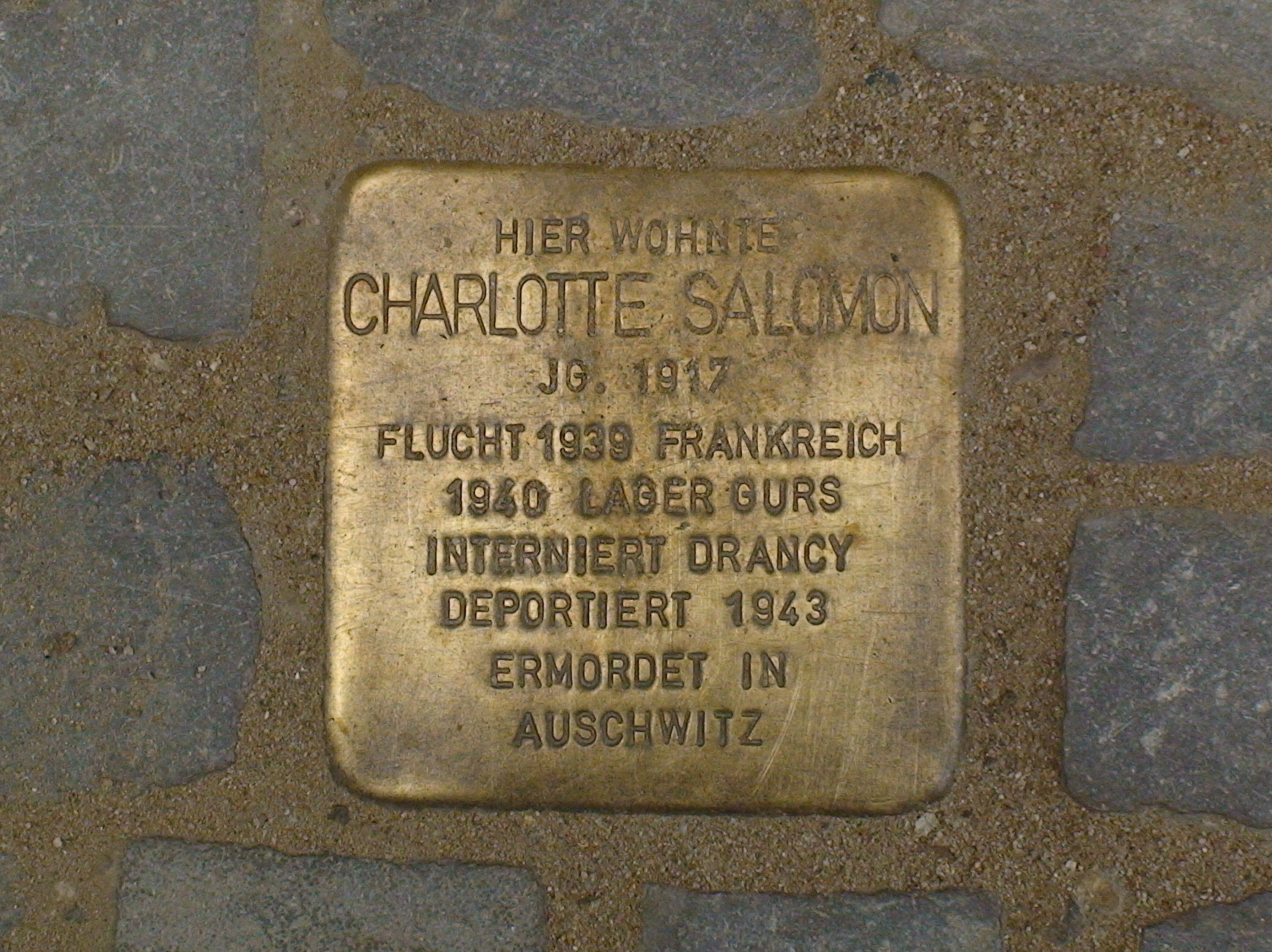
Pietra d'inciampo, Wielandstr 15 Berlino

Viene ricordata principalmente per essere la creatrice di una serie di dipinti autobiografici Leben? oder Theater?: Ein Singspiel composti da 769 opere singole dipinte tra il 1941 e il 1943 nel sud della Francia, mentre si nascondeva dai nazisti. 
Nell'ottobre 1943, incinta, fu catturata e deportata ad Auschwitz, dove venne uccisa in una camera a gas, subito dopo il suo arrivo. Nel 2015, una confessione di 35 pagine di Salomon sull'avvelenamento del nonno, fatto tenuto segreto per decenni, venne pubblicata da un editore parigino.

## Biografia
Nata in una famiglia benestante, il padre Albert era un medico-chirurgo, trascorse la sua infanzia felicemente fino a nove anni, quando sua madre improvvisamente si tolse la vita gettandosi da una finestra. Il fatto fu tenuto nascosto a Charlotte per molti anni. Fu il nonno a rivelarglielo, svelando quello che era stato l'epilogo della vita di altre quattro donne della famiglia. La stessa Charlotte soffrì di gravi crisi depressive, dalle quali però seppe riemergere sempre con grande forza, grazie al suo lavoro artistico ed alla sua grande costanza.
Si iscrive infatti all'accademia di Belle Arti di Berlino ma non può completare gli studi a causa del clima antisemita e anche il padre perde il diritto di esercitare la professione.
Nel 1936 il padre viene internato nel campo di concentramento di Sachsenhausen mentre lei raggiunge i nonni che vivono a Villefranche-sur-Mer nel sud della Francia. In questo periodo la nonna tenta il suicidio e la ragazza viene a conoscenza del suicidio non solo della madre ma anche di altri parenti.
Nel 1940 la nonna tenta di nuovo il suicidio, questa volta riuscendoci e l'anno seguente Charlotte ed il nonno vengono internati dalle autorità francesi nel campo di internamento di Gurs, ma la detenzione è stata breve in considerazione delle condizioni di salute dell'uomo. Al ritorno a Nizza inizia la sua grande produzione artistica ovvero una serie di 769 dipinti intitolata "Vita? o Teatro?" nella quale riporta la sua drammatica esperienza di vita. Le parole contenute in una lettera di confessione di 35 pagine resa pubblica nel 2015, rivelando l'avvelenamento del nonno. Ai dipinti aggiunge anche annotazioni e persino un accompagnamento musicale.
Nel 1943 a causa dell'intensificarsi delle ricerche dei nazisti è costretta ad affidare tutte le sue opere ad un amico fidato. Nel mese di settembre sposa Alexander Nagler, anche lui un rifugiato tedesco, ma la coppia viene incarcerata.
Muore a 26 anni, incinta di qualche mese, nel campo di concentramento di Auschwitz molto probabilmente lo stesso giorno del suo arrivo.

## L'arte
Tutta la sua produzione è contenuta in 1325 fogli realizzati tra il 1940 ed il 1942 con la tecnica del "guazzo" nei quali racconta tutta la sua vita: l'infanzia felice, gli studi accademici, la rielaborazione del suicidio della madre, la fuga dal nazismo fino ai giorni prima dell'arresto. Un percorso interiore che già dal titolo appare significativo: Vita? O Teatro?. La sua opera, completa anche di testi e musiche, è cadenzata come un vero e proprio copione teatrale. Nel racconto della tragedia Charlotte riscatta la sua personalità di donna, una donna che per mezzo della propria arte, fuggendo ogni vittimismo, si scrolla di dosso gli orrori che la circondano.

## La Memoria
La stragrande maggioranza delle opere della Salomon si trovano in mostra allo Joods Historisch Museum ("Museo storico ebraico") di Amsterdam

Inoltre il 'Museo d'Arte dell'Olocausto' dello Yad Vashem a Gerusalemme ha dedicato alla pittrice berlinese una mostra permanente di alcune sue opera che fanno parte in pianta stabile delle opere della collezione del Memoriale.
Eliad Moreh-Rosenberg, direttore del dipartimento artistico dello Yad Vashem ha commentato l'arte della Salomon con queste parole: «Aveva la lucidità e l'intelligenza delle persone sole».

Infatti figlia unica di una madre depressa che poi si suicidò e con un padre chirurgo immerso nella sua professione, fu lasciata a se stessa fin dall'infanzia e, nonostante la frequentazione dell'artista di un ambiente estremamente colto, fu cresciuta principalmente da istitutrici .

## Galleria d'immagini

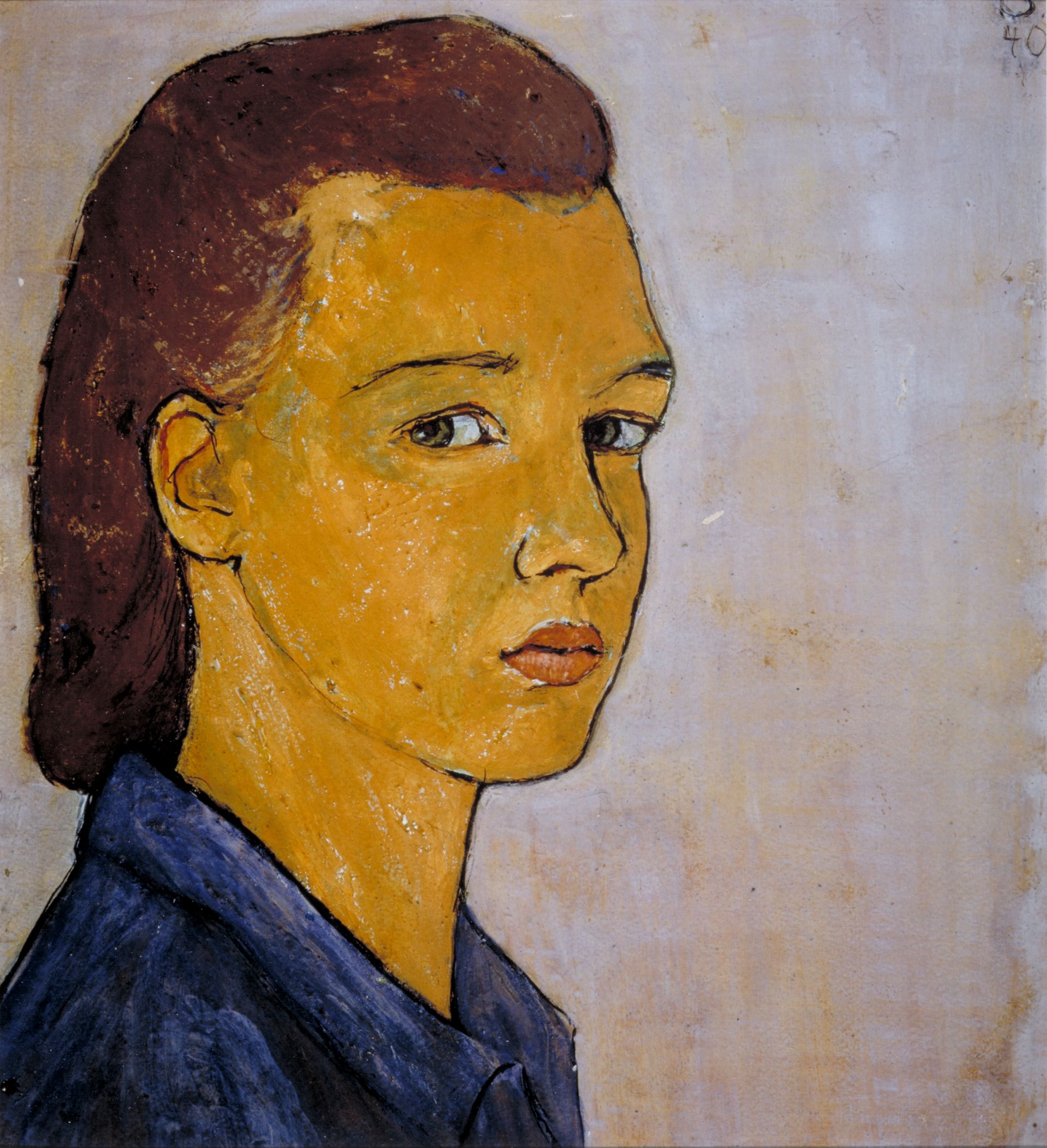
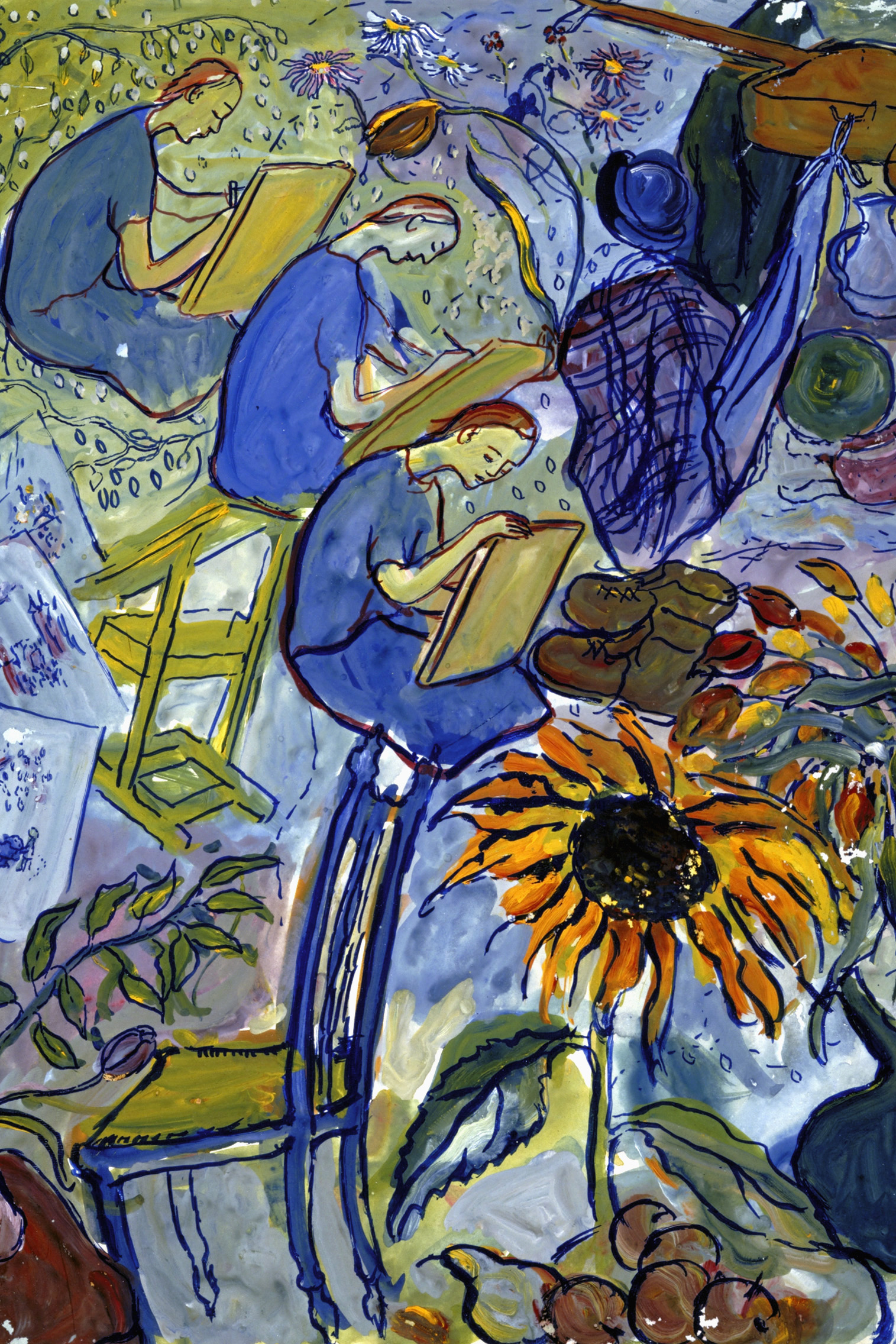
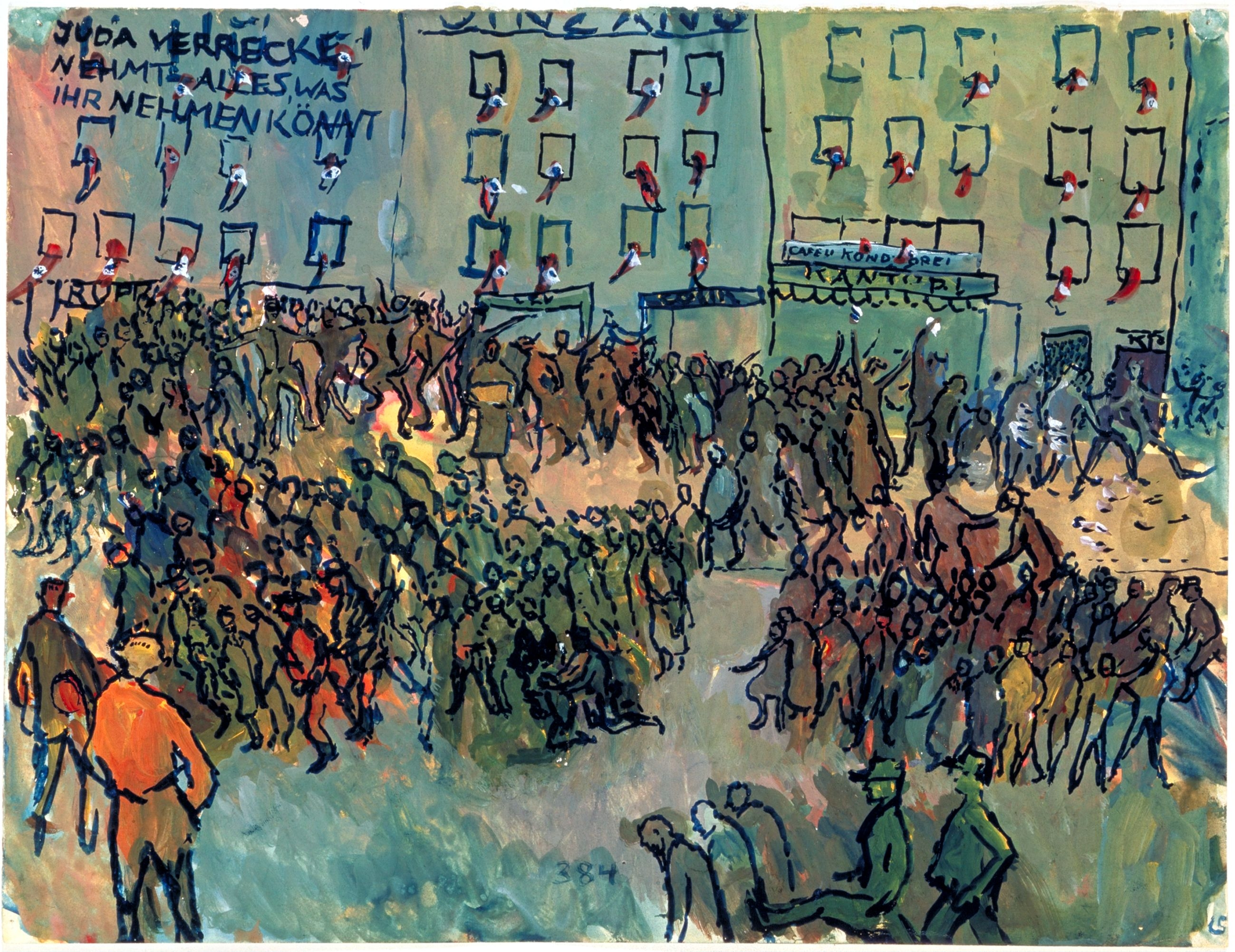
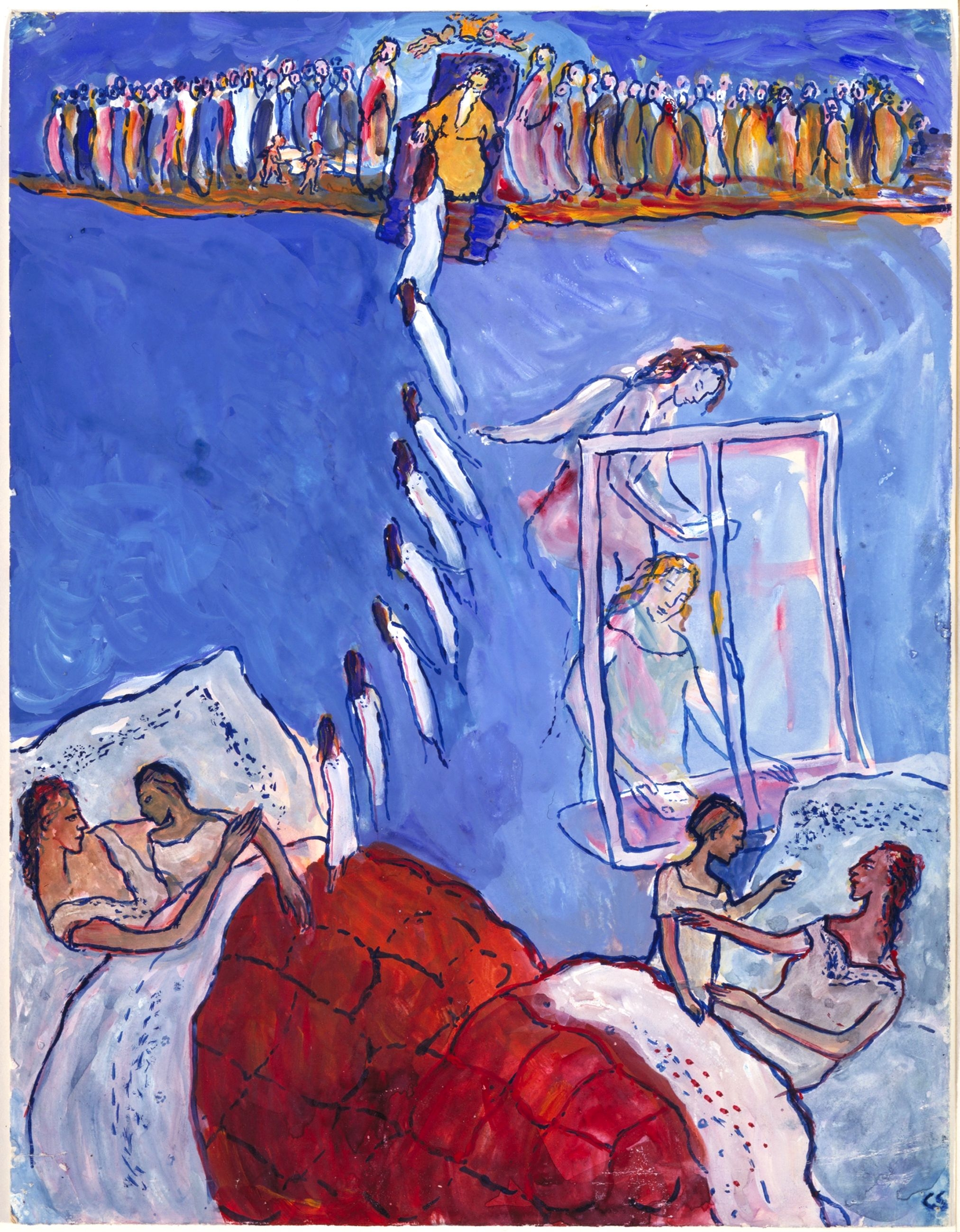
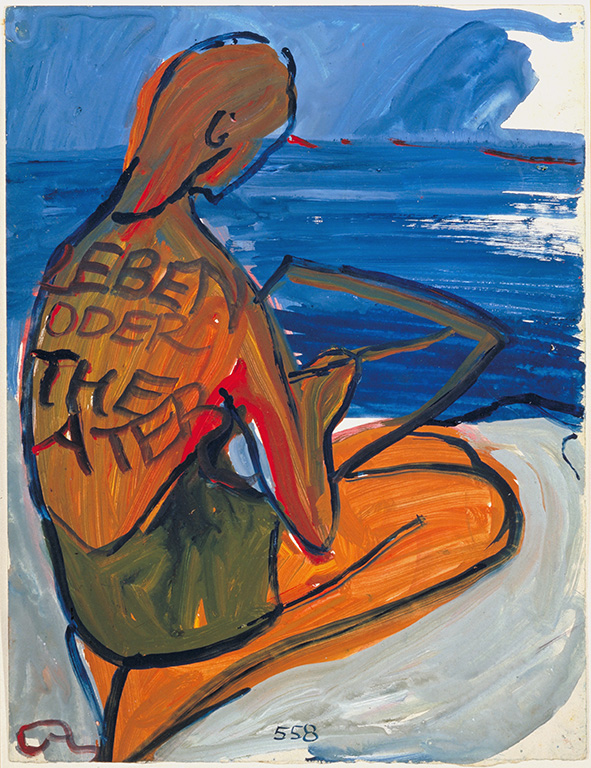
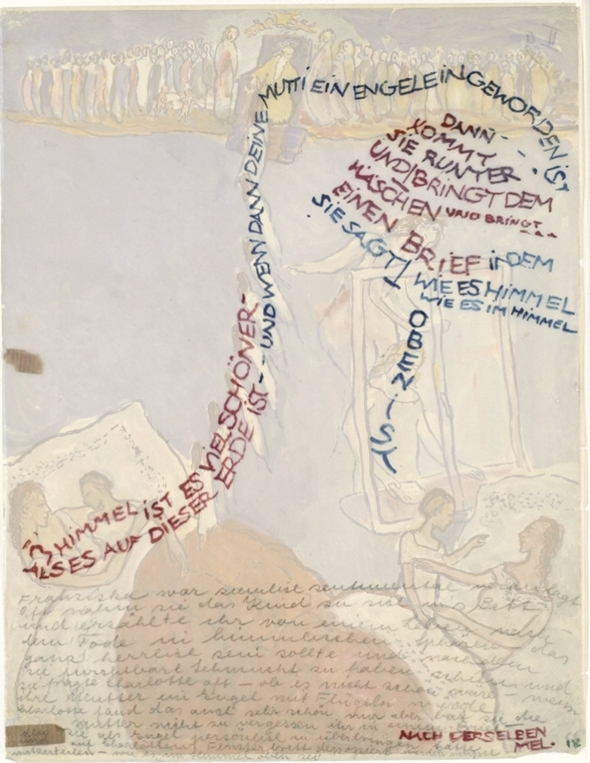
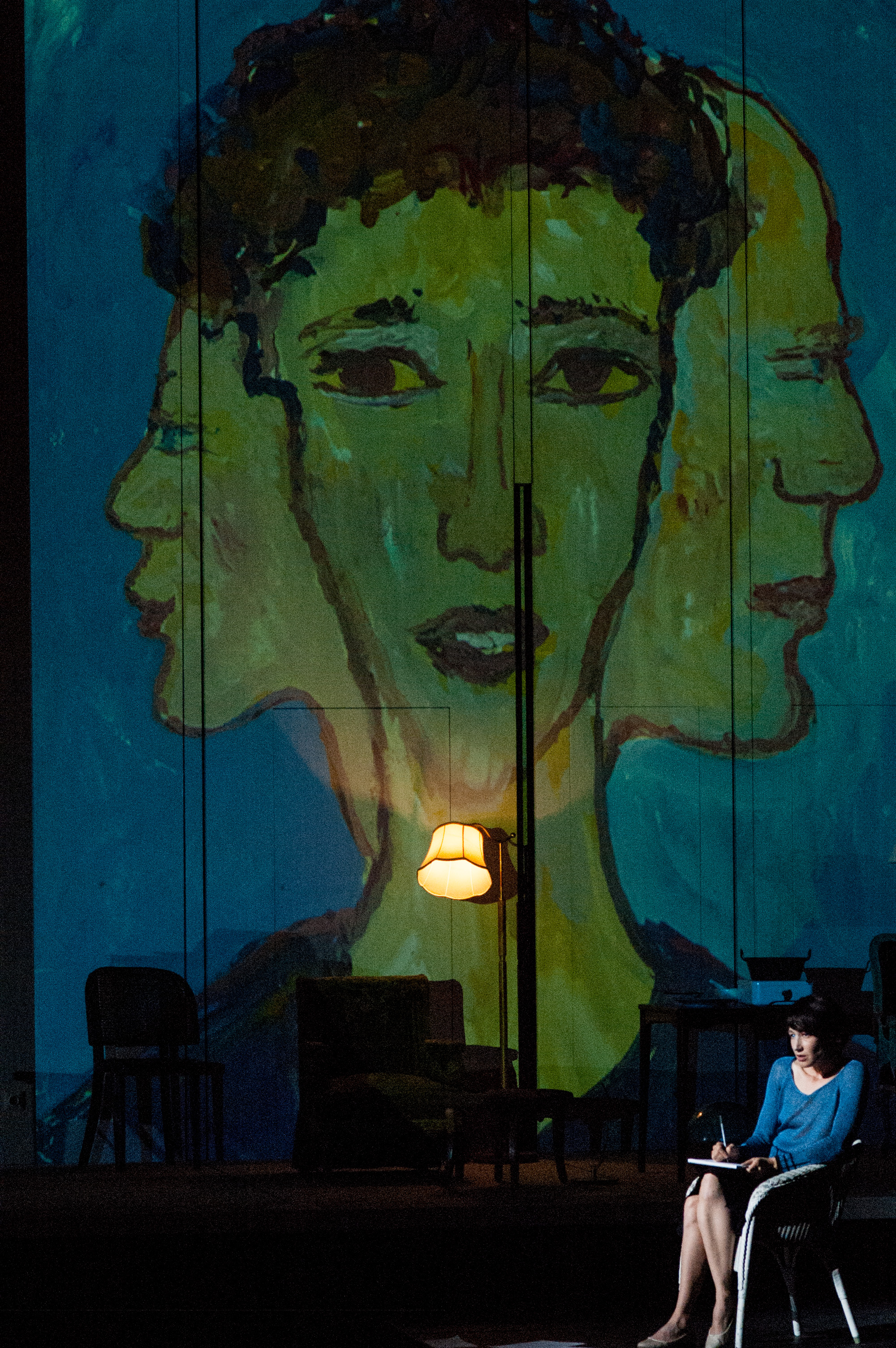
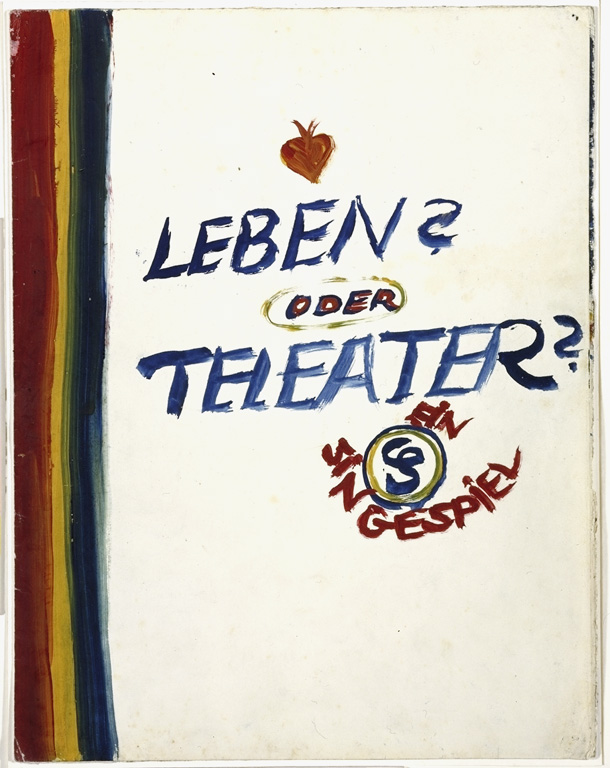